# Бакиров, Самат Смагулович
Бакиров Самат Смагулович (15 сентрября 1925 года, в селе Ерик, Павлодарский район, Павлодарская область, Казахская ССР, — 2 февраля 2005, Павлодар, Казахстан) — заслуженный юрист Казахстана, почетный гражданин города Костаная,
 генерал-майор МВД СССР.

## Биография
Бакиров Самат Смагулович родился 15 сентября 1925 года в селе Ерик Павлодарской области Казахской ССР. Происходит из рода Сарыкыз Козган племени Аргын. Является потомком Мустафы Ботыгая, легендарного волостного из рода Козган руководившего 4 волостями Павлодарского уезда. 
После окончания средней школы поступает в Павлодарское педагогическое училище им. Воровского и после его окончания в 1941 году работал учителем.

### Участие в Великой Отечественной войне
В 1942 году Самат Бакиров был зачислен курсантом Тамбовского пехотного училища в Семипалатинске. В июле 1943 года уходит на фронт и принимает участие в битве на Курской дуге, в составе 92 тяжелой гаубичной артиллерийской бригады (92 тгабр) Первого Украинского фронта.  С. Бакиров участвовал в боях за освобождение городов: Белая Церковь, Шепетовка, Каменец-Подольск, Тернополь, Львов. Также участвовал в освобождении Чехословакии, Польши, городов Жешув, Сандомир, Ужгород
В 1943-м, Бакиров получил боевое ранение. За боевой подвиг в районе Новы Жмигруд (Польша) был награжден медалью "За отвагу".  Краткое изложение личного подвига из Наградного листа: 
В боях в районе Змигруд Новы 15.09.1944 года на высоте 506.0, когда в бою погиб командир отделения связи, тов. Бакиров заменил его и несмотря на сильный артиллерийско-минометный обстрел контратакующим противником, организовал бесперебойную работу связи. Сам лично презирая смерть устранил 4 порыва линии связи, чем обспечил успешное ведение огня дивизиона по отражению контратаки противника.  
За форсирование Днепра был награждён орденом Красной Звезды.
В конце 1944-го, при освобождении Карпат, Бакирова как способного солдата отправляют в офицерское училище. А по его окончании молодой офицер был откомандирован в Иран в составе 313 полка 68 горнострелковой дивизии в рамках операции "Согласие".  Там же, преподавал детям советских военнослужащих.
Из воспоминаний генерала Самата Бакирова:

Скажу только, что после 20-суточного марша по четыре часа отводилось на сон и отдых. Расписали нас под Кременчугом по разным частям, и 29 сентября 1943 года наш полк начал форсировать Днепр. Много воды утекло с тех пор, но вот никак не могу оправдать командование нашей части, солдаты не были подготовлены для переправы через широкий Днепр. Не хватало лодок, плотов, был лишь один паром, и тот покалечен. Тогда большинство солдат решили вплавь перейти реку. Над нами летали немецкие самолеты, били из пулеметов, с крутого берега вели огонь минометы. До сих пор из памяти не уходят образы убитых солдат. Из 11 ребят моей лодки добрались до берега только трое. Не было прикрытия с воздуха, молчала артиллерия, но оставшиеся в живых достигли берега, занятого фашистами, и вступили в рукопашную. Хорошо, что первая группа захватила небольшой склад немецких ручных гранат. Наконец ураганный огонь открыла наша артиллерия. Личного оружия почти не осталось — утонуло. Пришлось добывать его у врага, выбили из передовых траншей фрицев, захватили их оружие и ножи.

### Послевоенные годы. Работа в органах внутренних дел
26 августа 1946 вернулся с фронта, желанием Самата было продолжать преподавательскую работу, однако руководитель кадров городского партийного комитета Дюсекеев сказал 

 Мы вас в учителя не пустим, пойдете служить в милицию 
 так Бакиров был направлен в милицию на должность участкового инспектора в г. Павлодар.
С 1951 по 1958 год работал Начальником УГРО УВД Павлодарской области.
В 1958 г. Бакиров был назначен начальником Городского отдела внутренних дел города Экибастуз.
1960 г. был назначен Первым заместителем по милиции Управления внутренних дел Целинного края.
С 1964 года по 1974 год работал Первым заместителем начальника Управления внутренних дел Кустанайской области.
В 1974 был назначен Начальником Управления Внутренних дел Кустанайской области.
Случай со службы.
В поселке Киров было совершено разбойное нападение. Неизвестные связали сторожа и вывезли сейф на самосвале, позже выпотрошили сейф на улице, там находилось 194 тысячи рублей. В данном районе такой машины не было, в селе Каганович, имелся целый автопарк из 5 машин, где среди них числился самосвал. Допросив водителя он пояснил, что в ту ночь двое неизвестных мужчин его попросили довести до села Киров и за это дали 500 рублей, затем уже в пункте назначения они связали его и совершили налет на кассу. После запугав его расправой над его близкими, потребовали не придавать огласки о происшедшем. Позже благодаря агентурным данным было установлены, что некие братья Евлоевы имеют огромную сумму на руках и ведут разгульный образ жизни, по описанием похожи на лиц, которых описывал водитель. Было принято задержать их, однако без стрельбы задержать братьев не получилось, но в операция совершилась успешно и преступников удалось задержать.
Находясь в отпуске в городе Кисловодск неожиданно раздался звонок в том санатории где отдыхал Бакиров, ему сообщили: «Вас ищут с Москвы пожалуйста подождите, сказали что перезвонят». Вновь раздался звонок и тут были произнесена поздравительная речь «Поздравляю Самат Смагулович вы теперь генерал-майор, 5 ноября 1976 года Косыгин Алексей Николаевич — Председатель Совета министров СССР подписал постановление». Позже Бакирова телеграммой поздравил министр внутренних дел СССР Щёлоков, Николай Анисимович.
```
«В наших стенах родился генерал-майор Бакиров  »
```

За время службы окончил Алматинскую высшую школу МВД и Московскую академию МВД СССР.
После 44 лет службы в органах внутренних дел Казахской ССР Бакиров Самат Смагулович 14 сентября 1990 года ушел в отставку.

## Семья
Самат Смагулович и его супруга Дамеш воспитали пятерых сыновей и дочь. Четыре сына и дочь пошли по стопам своего отца и связали жизнь с работой в правоохранительных органах, один из сыновей работает в строительной сфере. У Самата Бакирова 5 внуков и 4 внучки. Сегодня члены большой семьи Бакировых живут по всему Казахстану.

## Память о генерале
Самат Бакиров является автором четырёх книг: две повести о жизни сотрудников милиции на казахском языке: «Түнгі оқиға (Ночное ЧП)» и «Шырғалан (Мираж)». Остросюжетный детектив «Алақанды күйдірген ақша (Незаработанный рубль)». Последней книгой стала книга-автобиография "Өмірге менің өкпем жоқ", где Бакиров рассказывает о своей жизни и работе.
Первая книга генерала Бакирова «Түнгі оқиға (Ночное ЧП)» была написана совместно с Кемелем Токаевым, основателем казахстанского детективного жанра, где Кемель Токаевич выступил в качестве литературного записчика книги. 
14 ноября 2009 года на центральной площади посёлка Баянаул, районного центра Баянаульского района Павлодарской области, установили бюст генерала Самата Смагуловича Бакирова..
Сегодня в Костанае и в Павлодаре на домах, где жил генерал-майор Бакиров можно увидеть мемориальные доски. Именем генерал-майора милиции назван детский лагерь отдыха в Сосновом бору. Там ещё с советских времен отдыхают детдомовцы, воспитанники интернатов, дети сотрудников полиции.

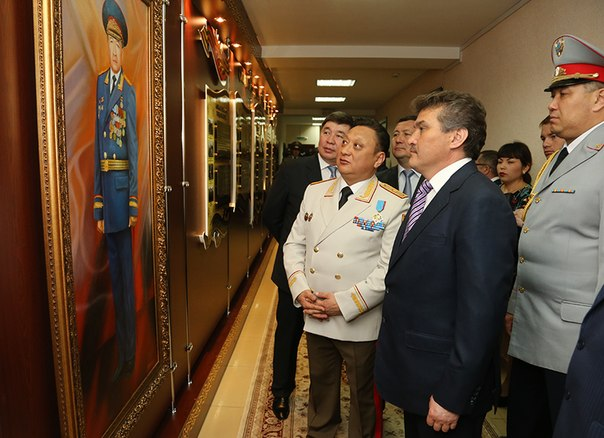
Памятный стенд генерала Бакирова.

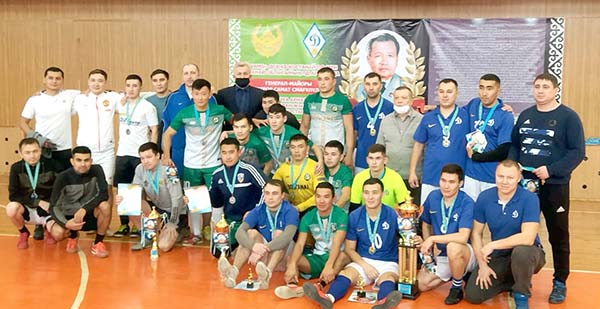
Футбольный турнир "Динамо" памяти генерала Бакирова.

В музее ДВД Костанайской области открыт памятный стенд генерала Бакирова.   В городе Костанай ежегодно проводится  футбольный турнир "Динамо" памяти генерала Бакирова. 
В январе 2015 года с инициативой назвать одну из улиц именем генерала Бакирова обратились в городской акимат руководство и Совет ветеранов ДВД Костанайской области..
В июне 2022 года подготовлено постановление акимата Павлодарской области о названии улицы г. Павлодара именем генерала Бакирова. 

 В память о Самате Бакирове (Адлет Елеусов)

Закрой глаза и слушай шепот ветра

Он не забыл далекий 43-й год

И тех ребят форсировавших реку

Он помнит первый и последний вздох

Года прошли, и нет в воде солдатской крови

Но проходя по берегу Днепра

Я вслух себе миллионы раз напомню

Не забывайте тех, кто воевал!